# مارک ایزامبارد برونل
مارک ایزامبارد برونل (فرانسوی: Marc Isambart Brunel) زادهٔ ۲۵ آوریل ۱۷۶۹م،  در نرماندی،  و مرگ به تاریخ ۱۲ دسامبر ۱۸۴۹م، در سن ۸۰ سالگی در وست‌مینستر، یک مهندس فرانسوی - بریتانیایی بود.
شهرت وی بیشتر به دلیل فعالیت وی در بریتانیا از جمله ساخت تونل تیمز است. همچنین وی پدر مهندس سرشناس بریتانیایی آیزامبارد کینگدام برونل بود.

## مختصری از گذشته وی
برونل که در فرانسه متولد شد، در جریان انقلاب فرانسه به ایالات متحده گریخت. در سال ۱۷۶۹م،  به مقام مهندس ارشد شهر نیویورک منصوب شد. وی در سال ۱۷۹۹م، به لندن نقل مکان کرد و در آنجا با دختری به نام سوفیا کینگدام ازدواج کرد. علاوه بر طراحی و ساخت تونل تیمز، مسئولیت وی  به عنوان یک مهندس مکانیک، شامل طراحی ماشین آلات برای خودکارسازی تولید  بلوک های قرقره برای نیروی دریایی پادشاهی بریتانیا بود.
مهندس برونل، نام ایزامبارد را ترجیح می داد،  اما به طور کلی در تاریخ با نام مارک شناخته می شود تا  با پسر مشهورش اشتباه نشود.